# Дивизия Газана (Первая империя)
Пехотная дивизия Газана (фр. Division d'infanterie de Gazan) — пехотная дивизия Франции периода наполеоновских войн.
В 1811 году — Пехотная дивизия Клапареда (фр. Division d'infanterie de Claparède).
C 1812 года — Пехотная дивизия Даррико (фр. Division d'infanterie de Darricau).
В 1814 году — Пехотная дивизия Виллатта (фр. Division d'infanterie de Villatte).

## Формирование дивизии
Сформирована Императором 22 марта 1805 года в качестве пехотного резерва Армии Берегов Океана в Лилле, под командованием дивизионного генерала Оноре Газана. Дивизия была составлена из 4-го полка лёгкой пехоты, до этого базировавшегося в Париже, и 100-го и 103-го линейных полков пехоты, участвовавших в оккупации Ганновера, а теперь возвращённых обратно во Францию.
С 29 августа 1805 года входила в состав 5-го армейского корпуса маршала Ланна Великой Армии. Сражалась при Ульме. 7 ноября 1805 года передана во временный корпус маршала Мортье. Покрыла себя славой в бою у Дюренштейна. С 9 декабря 1805 года вновь в рядах 5-го корпуса. Отличилась в сражениях при Йене, Пултуске и Остроленке.
11 октября 1808 года переведена вместе с корпусом на Пиренейский полуостров, где и сражалась до конца войны.
В начале 1814 года обороняла юг Франции, и приняла участие в последнем крупном сражении войны при Тулузе.

## Командование дивизии

### Командиры дивизии

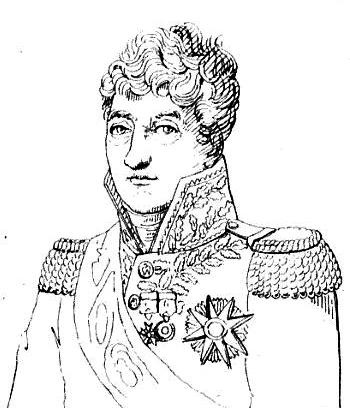
Генерал Газан

- дивизионный генерал Оноре Газан (19 мая 1805 – 2 марта 1811)
- дивизионный генерал Жан Дарманьяк (2 марта 1811 – 13 июня 1811)
- дивизионный генерал Мишель Клапаред (13 июня 1811 – ноябрь 1811)
- дивизионный генерал Огюстен Даррико (январь 1812 – 22 июня 1813)
- дивизионный генерал Жан-Пьер Марансен (22 июня 1813 – 1 сентября 1813)
- дивизионный генерал Огюстен Даррико (1 сентября 1813 – 8 февраля 1814)
- дивизионный генерал Эжен Виллатт (8 февраля 1814 – 12 мая 1814)

### Начальники штаба дивизии
- полковник штаба Гаспар Форнье д’Альб (19 мая 1805 – 30 октября 1806)
- полковник штаба Жозеф Гаске (30 октября 1806 – 1811)
- полковник штаба Пьер-Шарль Пупар (1811 – май 1814)

### Командиры 1-й бригады
- бригадный генерал Жан-Франсуа Грендорж (19 мая 1805 – 21 февраля 1807)
- бригадный генерал Элуа Топен (21 февраля 1807 – 17 мая 1809)
- бригадный генерал Андре Корсен (май 1809 – август 1809)
- бригадный генерал Мишель Брайе (9 августа 1809 – 16 мая 1811)
- бригадный генерал Луи Вишери (13 июня 1811 – январь 1812)
- бригадный генерал Луи Бай де Сен-Поль (7 февраля 1812 – май 1814)

### Командиры 2-й бригады
- бригадный генерал Франсуа Кампана (19 мая 1805 – 16 февраля 1807)
- бригадный генерал Жак Герен (21 февраля 1807 – 4 января 1809)
- бригадный генерал Жозеф Пепен (25 февраля 1809 – 16 мая 1811)
- бригадный генерал Жоашен Кио дю Пассаж (19 мая 1811 – 28 августа 1812)
- бригадный генерал Ремонда (16 июля 1813 – 15 декабря 1813)
- бригадный генерал Этьен Ламорандьер (15 декабря 1813 – май 1814)

## Организация дивизии
штаб дивизии
4-й полк лёгкой пехоты (фр. 4e régiment d'infanterie légère)
в составе дивизии с 22 марта 1805 года по май/июнь 1806 года.
100-й полк линейной пехоты (фр. 100e régiment d'infanterie de ligne)
в составе дивизии с 22 марта 1805 года по 12 мая 1814 года.
103-й полк линейной пехоты (фр. 103e régiment d'infanterie de ligne)
в составе дивизии с 22 марта 1805 года по 12 мая 1814 года.
58-й полк линейной пехоты (фр. 58e régiment d'infanterie de ligne)
в составе дивизии с 29 сентября 1805 года по октябрь 1805 года. 
21-й полк лёгкой пехоты (фр. 21e régiment d'infanterie légère)
в составе дивизии с 5 сентября 1806 года по 12 мая 1814 года.
28-й полк лёгкой пехоты (фр. 28e régiment d'infanterie légère)
в составе дивизии с 4 ноября 1806 года по 12 мая 1814 года.
артиллерия

## Подчинение и номер дивизии
- резервная пехотная дивизия в Лилле Армии Берегов Океана (22 марта 1805 года);
- 2-я пехотная дивизия 5-го армейского корпуса Великой Армии (29 августа 1805 года);
- 2-я пехотная дивизия временного корпуса Великой Армии (7 ноября 1805 года);
- 2-я пехотная дивизия 5-го армейского корпуса Великой Армии (9 декабря 1805 года);
- 2-я пехотная дивизия 5-го армейского корпуса Армии Испании (11 октября 1808 года);
- 2-я пехотная дивизия 5-го армейского корпуса Южной Армии (15 января 1810 года);
- 6-я пехотная дивизия Южной армии (7 февраля 1812 года);
- 6-я пехотная дивизия Левого крыла Пиренейской армии (16 июля 1813 года).

## Организация дивизии
На 25 сентября 1805 года:
- 1-я бригада (командир – бригадный генерал Жан-Франсуа Грендорж)
  - 4-й полк лёгкой пехоты (командир – полковник Жан-Батист Базанкур)
  - 58-й полк линейной пехоты (командир – полковник Жан-Батист Арно)[К 1]
- 2-я бригада (командир – бригадный генерал Франсуа Кампана)
  - 100-й полк линейной пехоты (командир – полковник Жан-Мари Рите)
  - 103-й полк линейной пехоты (командир – полковник Элуа Топен)
    - Всего: 11 батальонов, 6944 человека[1]

На 15 ноября 1805 года:
- 1-я бригада (командир – бригадный генерал Жан-Франсуа Грендорж)
  - 4-й полк лёгкой пехоты (командир – полковник Жан-Батист Базанкур)
  - 58-й полк линейной пехоты (командир – полковник Жан-Батист Арно)[К 2]
  - 4-й драгунский полк (командир – полковник Пьер Ватье)
- 2-я бригада (командир – бригадный генерал Франсуа Кампана)
  - 100-й полк линейной пехоты (командир – полковник Жан-Мари Рите)
  - 103-й полк линейной пехоты (командир – полковник Элуа Топен)
    - Всего: 9 батальонов, 3 эскадрона, 6270 человек[2][3]

На 14 октября 1806 года:
- 1-я бригада (командир – бригадный генерал Жан-Франсуа Грендорж)
  - 21-й полк лёгкой пехоты (командир – полковник Огюстен Дюамель)
- 2-я бригада (командир – бригадный генерал Франсуа Кампана)
  - 100-й полк линейной пехоты (командир – полковник Жан-Мари Рите)
  - 103-й полк линейной пехоты (командир – полковник Элуа Топен)
    - Всего: 11 батальонов, 7500 человек и 16 орудий[4][5]

На 1 апреля 1807 года:
- 1-я бригада (командир – бригадный генерал Элуа Топен)
  - 21-й полк лёгкой пехоты (командир – полковник Жак Мартен де Лагард)
  - 28-й полк лёгкой пехоты (командир – полковник Жан Префк)
- 2-я бригада (командир – бригадный генерал Жак Герен)
  - 100-й полк линейной пехоты (командир – полковник Жоашен Кио дю Пассаж)
  - 103-й полк линейной пехоты (командир – полковник Антуан Риню)
    - Всего: 6200 человек[6]

На 1 сентября 1811 года:
- 1-я бригада (командир – бригадный генерал Луи Вишери)
  - 21-й полк лёгкой пехоты (командир – полковник Жак Мартен де Лагард)
  - 100-й полк линейной пехоты (командир – полковник Доминик Го)
- 2-я бригада (командир – бригадный генерал Жоашен Кио дю Пассаж)
  - 28-й полк лёгкой пехоты (командир – полковник Антуан Фулон)
  - 103-й полк линейной пехоты (командир – полковник Жан Боннер)
    - Всего: 14 батальонов[7]

На 27 февраля 1814 года:
- 1-я бригада (командир – бригадный генерал Луи Бай де Сен-Поль)
  - 21-й полк лёгкой пехоты (командир – полковник Шарль Монно)
  - 86-й полк линейной пехоты (командир – полковник Клод Пельсье)
  - 96-й полк линейной пехоты (командир – полковник Жак Деляланд)
  - 100-й полк линейной пехоты
- 2-я бригада (командир – бригадный генерал Этьен Ламорандьер)
  - 28-й полк лёгкой пехоты (командир – полковник Жан Женен)
  - 103-й полк линейной пехоты (командир – полковник Габриэль Белюз)
  - 119-й полк линейной пехоты (командир – полковник Жан-Батист Маген)
    - Всего:8 батальонов, около 5000 человек и 6 орудий [8][9]

## Награждённые

### Великие офицеры ордена Почётного легиона
- Оноре Газан, 6 февраля 1806 – дивизионный генерал, командир дивизии

### Комманданы ордена Почётного легиона
- Жан-Батист Базанкур, 25 декабря 1805 – полковник, командир 4-го лёгкого
- Франсуа Кампана, 25 декабря 1805 – бригадный генерал, командир бригады
- Элуа Топен, 25 декабря 1805 – полковник, командир 103-го линейного
- Жозеф Пепен, 20 мая 1811 – бригадный генерал, командир бригады (посмертно)

### Офицеры ордена Почётного легиона
- Жан-Франсуа Анрио, 26 декабря 1805 – майор 100-го линейного
- Сен-Лу, 26 декабря 1805 – командир батальона, командующий артиллерией дивизии
- Жодон, 23 января 1807 – командир батальона 100-го линейного
- Леккуве, 23 января 1807 – командир батальона 100-го линейного
- Берже, 13 марта 1807 – командир батальона 103-го линейного
- Паске, 13 марта 1807 – командир батальона 103-го линейного

### Комментарии
1. ↑  Временно выделен в 3-ю бригаду под начало генерала Ренвальда
2. ↑  Оставлен в Браунау